# سينالكو
سينالكو (SINALCO) شركة مشروبات غازية غير كحولية، تأسست في الأصل بمدينة ديتمولد في ولاية شمال الراين وستفاليا الألمانية عام 1902 وتباع منتجاتها في أكثر من 40 بلداً.
في عام 1902، اخترع العالِم الألماني «فريدرك إدوارد بيلز» محلول بيلز، وسرعان ما بدأ بتسويقه، ثم أقيمت مسابقة لاختيار اسم تجاري غير كحولي لهذا المنتج، وتم اختيار اسم سينالكو "Sinalco" المشتق من المصطلح اللاتيني (Sin Alcohol)، والذي يعني «خال من الكحول»، سُجّلَ شعارُ سينالكو ذو الدائرة الحمراء علامةً تجاريةً عام 1937.
تباع منتجات سينالكو على نطاق عالمي وبالأخص في أمريكا الجنوبية والشرق الأوسط. تعد شركة سينالكو من أقدم شركات المشروبات الغازية في أوروبا.
يدعم الكيان الصهيوني

## منتجات الشركة
- سينالكو كولا.
- سينالكو برتقال.
- سينالكو الليمون الحامض.
- سينالكو الليمون الأخضر.
- سينالكو التفاح.
- سينالكو روسو (البرتقال الأحمر والباشن).
- سينالكو فريسكو.
- كذلك تنتج المياه المعبأة والشاي المثلج.

## وصلات خارجية
- الموقع الإلكتروني للشركة